# U-1194
U-1194 – niemiecki okręt podwodny (U-Boot) typu VII C z okresu II wojny światowej. Okręt wszedł do służby w 1943 roku.

## Historia
Wykorzystywany jako jednostka szkolna i treningowa w 22. i 31. Flotylli U-Bootów, w związku z tym nie odbył ani jednego rejsu bojowego i nie zatopił żadnej jednostki przeciwnika.
Poddany 9 maja 1945 roku w Cuxhaven (Niemcy). Przebazowany 24 czerwca 1945 roku z Wilhelmshaven do Loch Ryan (Szkocja). Zatopiony ogniem artyleryjskim 22 grudnia 1945 roku podczas operacji Deadlight.